# Classe Tarawa
A classe Tarawa é uma classe de navios de assalto anfíbio da Marinha dos Estados Unidos.

## Navios na classe
| Nº na amurada | Nome         | Construtor           | Batimento de quilha    | Lançamento             | Estado                                    |
| ------------- | ------------ | -------------------- | ---------------------- | ---------------------- | ----------------------------------------- |
| LHA-1         | Tarawa       | Ingalls Shipbuilding | 15 de novembro de 1971 | 1 de dezembro de 1973  | Na Reserva                                |
| LHA-2         | Saipan       | Ingalls Shipbuilding | 21 de julho de 1972    | 18 de julho de 1974    | Vendido para desmanche                    |
| LHA-3         | Belleau Wood | Ingalls Shipbuilding | 5 de março de 1973     | 11 de abril de 1977    | Afundado como alvo em 13 de julho de 2006 |
| LHA-4         | Nassau       | Ingalls Shipbuilding | 5 de março de 1973     | 21 de janeiro de 1978  | Na reserva                                |
| LHA-5         | Peleliu      | Ingalls Shipbuilding | 12 de novembro de 1976 | 25 de novembro de 1978 | Na reserva                                |